# Andre Norton

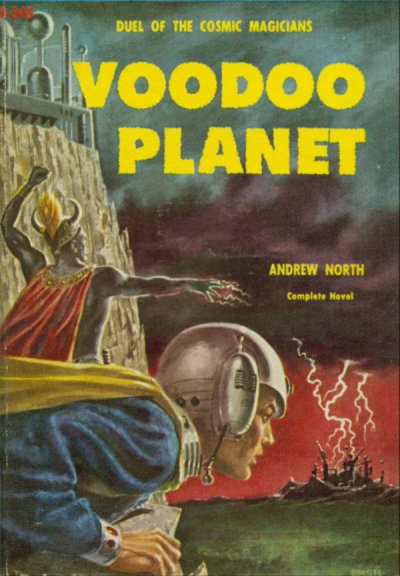
Cover van Voodoo Planet door Andre Norton

Andre Alice Norton (Cleveland, Ohio, 17 februari 1912 - Murfreesboro, Tennessee, 17 maart 2005) was een Amerikaans sciencefiction- en fantasyschrijfster, geboren als Alice Mary Norton. Ze gebruikte ook de pseudoniemen Andrew North en Allen Weston. Ze schreef ook historische romans, piratenverhalen en westerns.
Vanaf 1932 werkte Norton 18 jaar lang voor de bibliotheek van Cleveland. In 1934 liet ze haar naam wijzigen naar Andre Alice Norton om haar voornamelijk mannelijke lezerspubliek meer aan te spreken en in 1949 ging ze geheel van haar pen leven.
Andre Norton wordt vaak de "Grande Dame" van SF en fantasy genoemd, onder andere door haar biograaf J.M Cornwell. Met de meer dan 100 romans die ze in 70 jaar heeft gepubliceerd, heeft ze invloed uitgeoefend op minstens vier generaties  lezers en auteurs van SF en fantasy. Schrijvers als Lois McMaster Bujold, Greg Bear, C.J. Cherryh en Joan D. Vinge erkennen haar als inspiratiebron. Haar bekendste werken zijn de Witch World en Solar Queen series.
In 1977 was ze de eerste vrouw die de Gandalf Grand Master Award kreeg. In 1983 ontving Norton de Nebula Grand Master Award van de Science Fiction and Fantasy Writers of America.
Toen haar gezondheid afnam verhuisde ze naar Florida in 1966. In 1996 ging ze naar Tennessee, waar ze in 2005, 93 jaar oud, stierf aan hartfalen in haar huis in Murfreesboro. Haar laatste boek geschreven zonder co-auteur, Three Hands for Scorpio, verscheen kort na haar dood.

## Gedeeltelijke bibliografie
- The Prince Commands (1934)
- Ralestone Luck (1938)
- Star Man's Son 2250 A.D. (1952)
- Star Rangers (1953)
- Three Hands for Scorpio (2005)

Witch World serie
- Ully the Piper (1970)
- Amber out of Quayth (1972)
- Dragon Scale Silver (1972)
- Dream Smith (1972)
- Legacy from Sorn Fen (1972)
- The Toads of Grimmerdale (1973)
- Spider Silk (1976)
- Falcon Blood (1979)
- Sand Sisters (1979)
- Changeling (1980)
- Tales of the Witch World (1987)
- Of the Shaping of Ulm's Heir (1987)
- Tales of the Witch World 2 (1988)
- Tales of the Witch World 3 (1990)
- The Way Wind (1995)

Witch World - High Hallack cyclus
- Year of the Unicorn (1965)
- Spell of the Witch World (1972)
- The Crystal Gryphon (1972)
- Jargoon Pard (1974)
- Zarsthor's Bane (1978)
- Gryphon in Glory (1981)
- Horn Crown (1981)
- Gryphon's Eyrie (1984) met A.C. Crispin
- Were Wrath (1989)
- The Songsmith (1992) met A.C. Crispin

Witch World - Estcarp cyclus
- The Witch World (1963)
- Web of the Witch World (1964)
- Three Against the Witch World (1965)
- Warlock of the Witch World (1967)
- Sorceress of the Witch World (1968)
- Trey of Swords (1977)
- Ware Hawk (1983)
- Gate of the Cat (1987)
- Ciara's Song (1998) met Lyn McConchie

Witch World - Secrets of the Witch World
- The Key of the Keplian (1995) met Lyn McConchie
- The Mage Stone (1996) met Mary Schaub
- The Warding of the Witch World (1997)

Witch World - The Turning
- Port of Dead Ships (1991) met Pauline M.Griffin
- Seakeep (1991) met Pauline M.Griffin
- Storms of Victory (1991) met Pauline M. Griffin
- Exile (1992) met Mary Schaub
- Falcon Hope (1992) met Pauline M.Griffin
- Flight of Vengeance (1992) met Pauline M. Griffin en Mary Schaub
- On Wings of Magic (1993) met Patricia Matthews en Sasha Miller
- Falcon Magic (1994) met Sasha Miller
- We, the Women (1994) met Patricia Mathews

Book of the Oak
- To the King a Daughter (2000) met Sasha Miller
- Knight or Knave (2001) met Sasha Miller
- A Crown Disowned (2002) met Sasha Miller

Free Traders
- Moon of Three Rings (1966)
- Exiles of the Stars (1971)
- Flight in Yiktor (1986)
- Dare to Go A-Hunting (1990)

Murdoc Jern
- The Zero Stone (1968)
- Uncharted Stars (1969)

Crosstime
- The Crossroads of Time (1956)
- Quest Crosstime (1965) ook getiteld Crosstime Agent

Time Traders
- Time Traders (1958)
- Galactic Derelict (1959)
- The Defiant Agents (1962)
- Key Out of Time (1963)
- Firehand (1994)
- Echoes in Time (1999) met Sherwood Smith
- Time Traders (Time Traders en Galactic Derelict) (2000)
- Time Traders II (2001)

Janus
- Judgement On Janus (1963)
- Victory on Janus (1966)

Lorens Van Norreys
- The Sword is Drawn (1944)
- Sword in Sheath (1949) ook getiteld Island of the Lost
- At Sword's Point (1954)

The Magic Sequence
- Steel Magic (1965) ook getiteld Gray Magic
- Octagon Magic (1967)
- Fur Magic (1968)
- Dragon Magic (1972)
- Lavender-Green Magic (1974)
- Red Hart Magic (1976)

Star Ka'at
- Star Ka'at (1976) met Dorothy Madler
- Star Ka'at World (1978) met Dorothy Madler
- Star Ka'at and the Plant People (1979) met Dorothy Madler
- Star Ka'at and the Winged Warriors (1981) met Dorothy Madler

Forerunner
- Storm Over Warlock (1960)
- Ordeal in Otherwhere (1964)
- Forerunner Foray (1973)
- Forerunner (1981)
- Forerunner: The Second Venture (1985)

Solar Queen
- Sargasso of Space (1955) onder de naam Andrew North
- Plague Ship (1956) onder de naam Andrew North
- Voodoo Planet (1959) onder de naam Andrew North
- Postmarked the Stars (1969)
- Redline the Stars (1993) met Pauline M. Griffin
- Derelict for Trade (1997) met Sherwood Smith
- A Mind for Trade (1997) met Sherwood Smith

The Halfblood Chronicles
- The Elvenbane (1991) met Mercedes Lackey
- Elvenblood (1995) met Mercedes Lackey
- Elvenborn (2002) met Mercedes Lackey
- Elvenbred (?) met Mercedes Lackey

Hosteen Storm
- The Beast Master (1959)
- Lord of Thunder (1962)
- Beast Master's Ark (2002) met Lyn McConchie
- Beast Master's Circus (2004) met Lyn McConchie